# Ogens
Ogens – miejscowość i gmina (commune) w zachodniej Szwajcarii, w kantonie Vaud, w okręgu (district) Gros-de-Vaud.

## Demografia
W Ogens mieszka 320 osób. W 2021 roku 12,2% populacji gminy stanowiły osoby urodzone poza Szwajcarią. 